# Alexander Moritz Frey
Alexander Moritz Frey, né le 29 mars 1881 à Munich et mort le 24 janvier 1957 à Zurich en Suisse, est un écrivain allemand.

## Biographie
Alexander Moritz Frey naît à Munich. En 1895, il vit à Mannheim, où son père est directeur de la galerie du peintures du grand-duc. La pression familiale le fait étudier le droit, mais il échoue volontairement aux examens, se tourne vers le journalisme et l'écriture et revient à Munich. En 1909, une lecture en petit comité de son roman Solneman lui permet de faire la connaissance de Thomas Mann, qui apprécie son travail. Cette amitié se maintiendra, et Mann soutiendra financièrement Frey pendant l'exil.

### Guerre
Frey est engagé en 1915 dans un régiment bavarois comme soldat puis sous-officier sanitaire. Il est détaché au commandement du régiment, où il côtoie un soldat chargé de transmettre les messages, Adolf Hitler. L'adjudant de ces soldats détachés est Max Amann, qui sera plus tard le directeur du journal nazi Völkischer Beobachter. Amann questionne Frey, journaliste et écrivain, sur le fonctionnement du monde la presse. Frey évoque cette période dans un texte resté manuscrit, conservé au Deutsches Litteraturarchiv à Marbach am Neckar.

### Exil
En 1933, après la prise du pouvoir par les nazis, Frey s'exile d'Allemagne et émigre en Autriche, à Salzbourg, peu avant une descente de police dans son appartement. En 1929, Frey a publié un roman Die Pflasterkästen, inspiré de ses années comme sous-officier sanitaire pendant la Première Guerre mondiale. L'ouvrage s'est attiré les foudres des nazis, et Frey est sur les listes des auteurs interdits. En 1938, l'Anschluss l'oblige à partir en Suisse. Là, il subit les mesquineries de l'administration, qui lui interdit de travailler comme journaliste. En 1954, la nationalité suisse lui est refusée car « insuffisamment assimilé ». La ville de Zurich ne la lui accorde que quelques jours avant sa mort.

## Œuvre
Frey use souvent de l'ironie et du grotesque dans ses ouvrages. Le roman Solneman décrit un homme sorti de nulle part Hciebel Solneman (anacyclique de namenlos lebe ich, « je vis sans nom ») qui acquiert dans une petite ville un gigantesque parc qu'il entoure d'une muraille pour se livrer paisiblement à ses recherches. L'étranger invisible n'arrive qu'à s'attirer l'hostilité des habitants qui détruisent sa tranquillité.

### Romans
- Solneman der Unsichtbare, Delphin-Verlag, Munich, 1914 -  Elsinor Verlag, Coesfeld, 2021
- Kastan und die Dirnen, Delphin-Verlag, Munich, 1918
- Robinsonade zu Zwölft, Drei Masken Verlag, Munich, 1925 - Elsinor Verlag, Coesfeld, 2014
- Die Pflasterkästen. Ein Feldsanitätsroman, Kiepenheuer, Berlin, 1929  -  Elsinor Verlag, Coesfeld, 2020
- Birl, die kühne Katze. Ein Märchen. Burg-Verlag, Bâle, 1945 - Elsinor Verlag, Coesfeld, 2017
- Hölle und Himmel. Steinberg-Verlag, Zurich, 1945
- Hotel Aquarium. Steinberg-Verlag, Zürich, 1946
- Verteufeltes Theater. Limes Verlag, Wiesbaden, 1957

### Recueils de nouvelles
- Dunkle Gänge. Zwölf Geschichten aus Nacht und Schatten, Delphin-Verlag, Munich, 1913
- Der Mörder ohne die Tat und andere Erzählungen, Delphin-Verlag, Munich, 1918
- Spuk des Alltags. Elf Geschichten aus Traum und Trubel, Delphin-Verlag, Munich, 1920
- Sprünge. Dreizehn Grotesken, Wagner, Stuttgart, 1922
- Der unheimliche Abend, Kurt Wolff Verlag, Munich, 1923
- Phantastische Orgie, Chronos-Verlag, Ludwigsburg, 1924
- Phantome. Seltsame Geschichten, Haus Lhotzky Verlag, Munich, 1925
- Viel Lärm um Liebe, Drei Masken-Verlag, Munich, 1926
- Außenseiter. Zwölf seltsame Geschichten, Drei Masken-Verlag, Munich, 1927
- Gelichter und Gelächter, Häntzschel, Göttingen, 1928
- Der Mensch, Amsterdam, Querido Verlag, 1940 -  Elsinor Verlag, Coesfeld, 2021
- Kleine Menagerie, Limes Verlag, Wiesbaden, 1955

### Œuvres traduites en français

#### Romans
- Mon nom est Personne [Solneman der Unsichtbare] (traduit par Jean-Jacques Pollet et Pierre Giraud), Christian Bourgois Editeur, 1990
- Mon nom est Personne [Solneman der Unsichtbare] (traduit par Jean-Jacques Pollet et Pierre Giraud - Illustré avec 14 gravures d'Otto Nückel), La dernière goutte, 2022

#### Nouvelles
- Le Curieux [Der Neugierige] (traduit par Elisabeth Willenz) in Le Visage Vert, n°18, Juin 2011
- Périple [Rundfahrt] (traduit par Elisabeth Willenz) in Le Visage Vert, n°18, Juin 2011

## Sources
- (de) Hans J. Schütz, « Ein deutscher Dichter bin ich einst gewesen ». Vergessene und verkannte Autoren des 20. Jarhunderts, Munich, Verlag C. H. Beck, 1988.